# コシード
コジード（ポルトガル語: Cozido、ポルトガル語: [kuˈziðu]、ブラジルポルトガル語: [kuˈzidu]）、もしくはコシード（スペイン語: cocido、スペイン語: [koˈθiðo]、ラテンアメリカスペイン語: [koˈsiðo]）は、主にイベリア半島各地で作られている肉と野菜を用いたシチューであり、ポルトガルとスペインの伝統料理である。

## ポルトガルのコジード
ポルトガルのコジード（ポルトガル語: cozido à portuguesa、IPA: [kuˈziðu ˈa puɾtuˈɣezɐ]）はベイラ地域にその起源を持つ。コジードは牛すね肉、豚肉、各種臓物、ポルトガルの燻製ソーセージ（モルセラ、ファリネイラ、チョリソー）、そして地域によっては鶏肉を入れて煮込んだシチューであり、キャベツ、ニンジン、カブ、コメ、ジャガイモ、コラードグリーンとともに供される。また、コジードはオリーブオイルや赤ワインとともに供されることが多い。江戸時代に著された『南蛮料理書』に「くしいと」という名称で記録されている。

## スペインのコシード
スペインのコシード（スペイン語: cocidos）は、スペイン中央部や北部では通常肉、ソーセージ、野菜、ヒヨコマメを用いて作る。地域別のコシードとしては、マドリードのコシード・マドリレーニョ（cocido madrileño）、カンタブリア州のコシード・モンタニェス（cocido montañés）、ガリシア州のガレゴが有名である。 このコシードは、牛肉、ハム、塩漬け豚肉、チョリソー、モルシージャ、鶏肉、ヒヨコマメ、ジャガイモ、キャベツ、ニンジン、タマネギ、ニンニクを入れて作る。コシードには、豚足や骨髄入りの骨といった他の部位も入れたり、季節の野菜を入れることもある。また、コシードの出汁をスープとして用い、スペインの麺を入れて食べることもある。